# Elsa Albani
Pour les articles homonymes, voir Albani.
Elsa Albani, pseudonyme d’Elsa Lapini, née le 1er janvier 1921 à Gênes (Italie) et morte le 24 août 2004 à Turin, est une actrice italienne de théâtre, de cinéma, et de télévision.

## Biographie
Elsa Albani fait ses débuts à la fin de la Deuxième Guerre mondiale au Théâtre expérimental « Luigi Pirandello » à Gênes. En 1946, elle épouse l'acteur Ferruccio De Ceresa avec lequel elle partagera également sa vie au théâtre pendant plus de 40 ans. Par la suite, elle fait partie de la compagnie de Laura Solari.
En 1951, elle quitte le Théâtre expérimental, puis joue durant la saison 1952-1953 au Piccolo Teatro de Milan, dirigé par Giorgio Strehler, dans neuf pièces, notamment Élisabeth d’Angleterre et Six personnages en quête d'auteur.
En 1955, elle rejoint la Compagnia dei Giovani (« Compagnie des Jeunes »), créée l’année d’avant par Romolo Valli, Giorgio De Lullo, Rossella Falk, Tino Buazzelli, et Anna Maria Guarnieri.

## Filmographie

### Cinéma
- 1959 : Au risque de se perdre de Fred Zinnemann (non créditée)
- 1961 : La Fille à la valise de Valerio Zurlini : Lucia
- 1963 : Vénus impériale de Jean Delannoy : la pianiste
- 1967 : I sette fratelli Cervi de Gianni Puccini : Genoveffa Cocconi Cervi
- 1967 : Les Sorcières, film à sketchs de Luchino Visconti, sketch « La Sorcière brûlée vive » : Gossip
- 1968 : La Bataille pour Anzio de Edward Dmytryk : Emilia
- 1969 : Quand, comment et avec qui ? de Antonio Pietrangeli et Valerio Zurlini : mère de Marco
- 1976 : Per amore de Mino Giarda : Rosa

### Télévision
- 1961 : Le donne di buon umore, téléfilm
- 1963 : La bella addormentata, téléfilm d’Eros Macchi, saison 1
- 1964 : Les Misérables , série télévisée de Sandro Bolchi
- 1964 : La cittadella, mini-série télévisée, saison 1, épisodes 4, 6, et 7 : Frau Schmidt
- 1965 : Sei personaggi in cerca d'autore, téléfilm de Giorgio De Lullo et Luciana Congia : la mère
- 1965 : Il padrone del villaggio, mini-série télévisée, saison 1, épisodes 1 et 2 : Tatiana Ivànovna
- 1968 : Istruttoria preliminare, mini-série télévisée de Giacomo Colli
- 1970 : L'amica delle mogli, téléfilm de Giorgio De Lullo : Anna Venzi
- 1971 : La signora delle camelie, téléfilm de Vittorio Cottafavi : Gaudenzia
- 1974 : Così è (se vi pare), téléfilm de Sandro Bolchi
- 1974 : Il commissario De Vincenzi, série télévisée inspirée des romans policiers d’Augusto De Angelis, épisode « Il mistero delle tre orchidee » : Evelina

## Théâtre
- Élisabeth d’Angleterre de Ferdinand Bruckner, dirigé par Giorgio Strehler, représenté pour la première fois au Piccolo Teatro de Milan le 21 novembre 1952
- Il revisore de Nicolas Gogol et Diego Parravicini, dirigé par Giorgio Strehler, représenté pour la première fois au Piccolo Teatro de Milan le 11 décembre 1952
- L’Engrenage de Jean-Paul Sartre, traduit et dirigé par Giorgio Strehler, représenté pour la première fois au Piccolo Teatro de Milan le 17 janvier 1953
- Sacrilegio massimo de Stefano Pirandello, dirigé par Giorgio Strehler, représenté pour la première fois au Piccolo Teatro de Milan le 18 février 1953
- Six personnages en quête d'auteur de Luigi Pirandello, dirigé par Giorgio Strehler, représenté pour la première fois au Théâtre Marigny à Paris, le 12 mars 1953
- Un caso clinico de Dino Buzzati, dirigé par Giorgio Strehler, représenté pour la première fois au Piccolo Teatro de Milan le 15 mai 1953
- Appuntamento nel Michigan de Franco Cannarozzo, dirigé par Franco Enriquez, représenté pour la première fois au Piccolo Teatro de Milan le 25 mai 1953
- Jules César de William Shakespeare, dirigé par Giorgio Strehler, représenté pour la première fois au Piccolo Teatro de Milan le 20 novembre 1953
- La sei giorni d’Ezio D'Errico, dirigé par Giorgio Strehler, représenté pour la première fois au Piccolo Teatro de Milan le 18 décembre 1953
- La Folle de Chaillot de Jean Giraudoux, dirigé par Giorgio Strehler, représenté pour la première fois au Piccolo Teatro de Milan le 24 février 1954

## Radio
- Journal d'un curé de campagne, œuvre radiophonique basée sur le roman homonyme de Georges Bernanos, retransmise le 29 avril 1958 à la Rai.